# Olympische Sommerspiele 1972/Teilnehmer (Nigeria)
| Gelbes Symbol für Goldmedaillen mit stilisierten Olympischen Ringen | Graues Symbol für Silbermedaillen mit stilisierten Olympischen Ringen | Braundes Symbol für Bronzemedaillen mit stilisierten Olympischen Ringen |
| ------------------------------------------------------------------- | --------------------------------------------------------------------- | ----------------------------------------------------------------------- |
| —                                                                   | —                                                                     | 1                                                                       |

Nigeria nahm an den Olympischen Sommerspielen 1972 in München mit einer Delegation von 25 Athleten (20 Männer und fünf Frauen) an 24 Wettkämpfen in zwei Sportarten teil. Fahnenträger bei der Eröffnungsfeier war der Leichtathlet Benedict Majekodunmi.

## Teilnehmer nach Sportarten

### Boxen
- Adeyemi Abayomi
- Michael Andrews
- Fatai Ayinla
- Isaac Ikhouria
Bronze  Halbschwergewicht
- Joe Mensah
- Obisia Nwakpa

### Leichtathletik
| Männer - Kola Abdulai - Jaiye Abidoye - Adeola Aboyade-Cole - Gladstone Agbamu - Rex Bazunu - Musa Dogon Yaro - Samuel Igun - Bruce Ijirighwo - Benedict Majekodunmi - Mamman Makama - Robert Ojo - Christopher Okonkwo - James Olakunle - Timon Oyebami | Frauen - Emilia Edet - Nnenna Njoku - Ashanti Obi - Helen Olaye - Modupe Oshikoya |